# Roberto Fernández Alvarellos
Roberto Fernández Alvarellos (* 25. ledna 1979, Chantada, Španělsko) je španělský fotbalový brankář, momentálně hraje ve španělském klubu Granada CF.
Dříve hrál v klubech Celta de Vigo, Sporting de Gijón a CA Osasuna.